# 闍耶波羅密首羅跋摩一世
闍耶波羅密首羅跋摩一世（梵文名，Jaya Paramesvaravarman I，?—?），占婆（占城）11世紀中期国王。出自宾童龙。
《宋史》记载他名为俱舍利波微收罗婆麻提杨卜，《大越史记全书》记载他名为雍尼。李太宗灭占婆第八王朝率军回国，占婆一度陷于内乱局面。阇耶波罗密首罗跋摩一世收拾秩序，占婆碑铭资料称他“偕诸将士，往平其乱”，试图修补对越关系。1047年，占婆遣使到越，但李朝认为占王不恭顺，将占婆使节流放。雍尼仍采和好态度，1050年向李朝致送白象、1055年遣使入越祝贺李圣宗登基、1057年及1060年遣使入越致送礼品及访问。1050年正月，向宋朝贡象牙二百一、犀角七十九。表二通，一以本国书，一以中国书。1053年四月，其使蒲思马应到宋朝贡方物。1056年闰三月，其使蒲息陀琶到宋朝贡方物，还至太平州，江岸崩，沉失行橐。1057年正月，宋仁宗诏广州赐占婆银千两。